# ウリ・ロンメル
ウリ・ロンメル（Ulli Lommel、1944年12月21日 - 2017年12月2日）は、ドイツの俳優および映画監督。

## 人物
1960年代前半から俳優として活動し始め、ライナー・ヴェルナー・ファスビンダー監督の作品に数多く出演した。1977年からはアメリカに活動の場を移し、主演または自身が監督した映画は50本を超える。
2017年12月2日、心臓発作により死去。72歳没。

## 出演作品
- あやつり糸の世界 (独語：Welt am Draht 英語：World on a Wire) 1973年
- シナのルーレット (Chinese Roulette) 1976年